# Мария Илиева
Вижте пояснителната страница за други личности с името Мария Илиева.
Мария Красимирова Илиева е българска поп певица, музикална продуцентка, актриса и жури във форматите на Нова телевизия и bTV – „X Factor“, „Маскираният певец“ и „Гласът на България“. Награждавана е многократно.

## Биография
Мария Красимирова Илиева е родена на 1 декември 1977 г. във Велико Търново, България, в семейство на класически музиканти. Майка ѝ Ваня Монева е диригент на хор „Космически гласове“, а баща ѝ Красимир Илиев е концертмайстор на Софийски духов оркестър.
Мария ходи на уроци по пиано и солфеж от петгодишна възраст. Започва да пее на шестгодишна възраст и развива певческите си умения във формациите на хоровата школа „Петко Стайнов“ при читалище „Искра“ в град Казанлък.
След като семейството ѝ се премества да живее в София, Мария завършва Софийската математическа гимназия „Паисий Хилендарски“, следва дипломирането ѝ в УНСС, специалност „Застрахователен бизнес“, а няколко години по-късно защитава магистърска степен и в специалност „Международни отношения“.
Междувременно певицата става вокал на групата „Високо“, където прави първите си крачки на клубна сцена. По това време е поканена да води две музикални предавания: „Само за теб“ – седмично предаване на живо по CG TV, и „По вълните на музиката“ – седмично предаване за класическа музика по БНТ. През 2000 г. Мария Илиева е поканена от млади музиканти да направят група, в резултат на което заедно поставят началото на група „KAFFE“. В края на 2000 г. качествата на Илиева като изпълнител привличат вниманието на първите ѝ продуценти – Българска музикална компания (БМК), които ѝ предлагат солова кариера и продуцентски договор.
През 2019 г. участва в седми сезон на „Като две капки вода“. През същата година е част от детективите в предаването на Нова телевизия „Маскираният певец“.
През 2021 г. участва в третия сезон на „Маскираният певец“ като гост-участник в ролята на Плашилото.

## Личен живот
На 27 октомври 2017 г. певицата обявява, че е бременна с момче. Александър се ражда през януари 2018 г. През юни 2021 г. Мария Илиева ражда второ дете – момиченцето София.

## Музикална кариера

### „Лунен сън“ (2001)
Самостоятелната кариера на Мария Илиева започва в 2001 г. Големият успех на Мария идва след пробива ѝ с песента „Лунен сън“, следва „Нищо“ – хитовете изстрелват певицата на върха на класациите и ѝ носят престижни награди, както и висока оценка на публика и критика. Албумът е определен като „феномен за българската поп музика“.

### „Стерео стая“ (2002)
През декември 2002 г. излиза макси сингълът „Стерео стая“, а клипът към него е първият изцяло анимиран български видеоклип. По него Мария работи с най-големите имена на българската DJ сцена – DJ Kikk, DJ Ilko, DJ Dante / Фичо.

### „Идвам към теб“ (2007)
След като основава собствения си продуцентски лейбъл MI Productions през 2003 г., Мария Илиева започва работа по втория си албум „Идвам към теб“, който включва синглите:
- What Does It Take – първи англоезичен сингъл, видеото е заснето в Лос Анджелис, САЩ. Изкачва се до номер 1 като ново предложение в седмичната класация на телевизия MM „MM Top 20“;
- „Идваш към мен“ – първи баладичен сингъл на Мария Илиева;
- „Крадена любов“ – дуетен сингъл с Графа, видеото се изкачва до 6-а позиция в класацията на MTV Европа World Chart Express;
- Off the Record – първа колаборация на Мария Илиева с хип-хоп артист – KNAS /Knas&Bacardy/ – задържа се като номер 1 за три седмици в класацията „5 от 5“ на Българската национална телевизия;
- „Минало“ – сингъл, който достига първото място на Нашите 20 Архив на оригинала от 2010-04-13 в Wayback Machine., класация на БГ Радио и се задържа там за 5 седмици;
- On My Own / „Сама“ – сингъл в подкрепа на борбата против трафика на хора и насилствената проституция. Световната му премиера е на 24 март 2007 на концерта „Звездите на Европа“, посветен на 50-годишнината на Европейския съюз, излъчван по 56 национални телевизии по цял свят;
- „Думи“ – изкачва се на 1-во място в MM TOP 20 Архив на оригинала от 2009-02-04 в Wayback Machine. по телевизия MM три седмици след премиерата му. Шесткратно излъчван по MTV Европа в класацията „World Chart Express“

### Truly(2009)
През 2009 г. Мария Илиева и Кийт Томпсън пускат дуетния си сингъл Truly (Bassmonkeys Club edit). Акустичната версия е записана през 2007 г. и е аранжирана от Георги Янев, след което парчето е ремиксирано от световни диджеи, сред които Bassmonkeys, DJ Nermin & Patrick Bo, David C, Central Ave. Песента се задържа на 1-во място в класацията „Нашите 20“ по БГ Радио за 6 седмици, прецедент за англоезична песен в историята на класацията, и печели наградата на БГ Радио за най-добър дует през 2010 г. Truly печели и награда за най-добра поп/денс песен за Югоизточна Европа на наградите на SEEME. Въртяна е по електронни радиа в САЩ, Тайланд, Великобритания, Австралия, където достига до първото място в класацията на най-слушаното онлайн радио за денс музика на Сидни ZFM.

### I Like(2010)
В края на 2010 г. се появява соловият сингъл на Мария Илиева I Like. Песента бързо се превръща в хита на 2011 г. и завладява класациите. В продължение на три месеца песента е на чело на класацията за най-харесвана музика от праймтайма на американския канал за европейска музика и култура Eurochannel Архив на оригинала от 2011-08-24 в Wayback Machine..

### O Primeiro Grande Amor– дует с Тони Карейра
През 2012 г. Мария Илиева се запознава с португалската мегазвезда Тони Карейра, който я кани да запишат дует за юбилейния му албум Essencial. Албумът става 4 пъти платинен в рамките на три месеца от издаването си, а Мария е специален гост на световното турне на Тони Карейра, на което двамата представят песента си на три концерта в зала „Олимпия“, Париж, и два в лисабонската MEO Arena пред 20-хилядна публика през март 2013.

### 2013 –Wanna Be The Best, „Играя стилно“ и „Условие №1“
През 2013 Мария издава три успешни сингъла – Wanna Be The Best с KNAS и Bacardy, соловия „Играя стилно“ и „Условие №1“ в дует с реге изпълнителя Zafayah. Експериментирането със стилове (хип-хоп, поп, реге) за пореден път доказва високата класа и професионализъм на изпълнителката. Ремиксът на Dexter на „Играя стилно“ е сред най-успешните клубни хитове за 2013.

### „Видимо доволни“ – дует сКриско(2014)
През 2014 Мария Илиева записва дует с най-горещия български хип-хоп артист и бийтмейкър Криско. „Видимо доволни“ е най-излъчваната песен в българските медии за 2014 г. и едно от най-гледаните български музикални видеа в Youtube за всички времена с над 32 млн. гледания.

## X Factor България
Мария Илиева е член на журито в първия, втория и третия сезон на музикалното шоу X Factor.
През 2011 г. тя е треньор на момичетата, в отбора ѝ са Стела Петрова, Михаела Филева и Маги Алексиева – Mey.
През 2013 г. е ментор на групите, в отбора ѝ са двата дуета близначки Яница и Глория Василеви и Владислава и Александра Димитрови, момичешката група Lollipop и бойбандата The New Way.
Отборът на Мария през 2014 г. – този на момчетата, ѝ носи победата. Тя е ментор на Траян Костов, Мирян Костадинов, Сабатин Гогов, Станимир Маринов и победителя Славин Славчев.

## „Стерео стая“ – продуцентски лейбъл
През август 2007 г. Мария Илиева основава продуцентския лейбъл „Стерео стая“, с който продуцира млади и талантливи български изпълнители. В бутиковия каталог на лейбъла влизат Криста, MONA, B.O.Y.A.N. и KNAS.
Криста печели националния конкурс на „Стерео стая“ за вокални изпълнители в надпревара с над 180 участници и става първият артист на лейбъла. Дебютният ѝ сингъл „Това, което искаш“ достига второ място в класацията на MTV Европа „World Chart Express“. Следват синглите „Силна любов“, „Имам“, „За теб“ и „Част от мен“.
MONA прави своя дебют с поп-рок хита „Звезда“, който представя в страната в рамките на едноименно клубно турне. Вторият ѝ сингъл Teen Life е песента, с която MONA печели третото място в българския финал на конкурса Евровизия.
От 2015 до 2017 „Стерео стая“ продуцира хип-хоп сензацията и тийн идол Атанас Колев.

## Дискография

### Албуми
- „Лунен сън“ (2002)
- „Идвам към теб“ (2006)
- „Всичко – най-доброто от Мария Илиева“ (2018)

### Други сингли
- „С теб научих как“ (дует с D2) (2012) – Музикаутор, Про Синема, Стерео стая, Монте Мюзик, TzvetanTzanov.com
- O Primeiro Grande Amor (дует с Tony Carreira)
- „Условие 1“ (дует с Zafayah) (2013) – Стерео стая
- „Така да е“ (дует с Атанас Колев) (2015) – Стерео стая
- „Черен списък“ (дует с Били Хлапето) (2016) – Стерео стая, Monte Music

## Концерти
Мария Илиева е канена да подгрява концертите на световни звезди, като Джордж Майкъл, Симпъл Майндс, Дани Миноуг, Атомик Китън, Garaj Mahal.
Била на сцената редом до изпълнители като Симпли Ред, Скорпиънс, Глен Хюз (Дийп Пърпъл), UB40, Gipsy Kings, Дзукеро, Ким Уайлд, Spike Edney’s All Star Band, Lou Bega, Tony Carreira, James Arthur.
През 2007 Мария Илиева е единственият източноевропейски артист, поканен да представи страната си на концерта „Звездите на Европа“ в Брюксел, отбелязващ 50-годишнината на Европейския съюз. Събитието е излъчено пряко по телевизията и гледано от над милиард зрители по целия свят.
През 2007 г. Мария Илиева започва поредица от концерти с най-добрите симфонични оркестри на страната. Следват национални турнета с камерни и симфонични оркестри и множество клубни и фестивални участия в страната и чужбина.
През 2011 г. се навършват 10 години от началото на соловата кариера на Мария Илиева, което певицата отбелязва с национално турне. Финалният концерт „10 години Лунен сън“ в зала „Фестивална“ в София представя спектакъл на световно ниво. Мащабното шоу е определено като едно от най-значимите музикални събития на годината.
През август 2012 г. Мария е поканена да представи България във фестивала Top of the Top в Сопот, Полша, редом с най-известните изпълнители от 16 европейски държави. Певицата представя I Like пред 5-хиляди души в залата и над 4 милиона зрители.
Мария Илиева е поканена да бъде част от световното турне на Тони Карейра, на което да представят дуета им O Primeiro Grande Amor (първата голяма любов). Певицата взима участие в три концерта в зала Олимпия (Париж) и два в лисабонската MEO Arena, където и двете вечери пее пред над 20 хиляди души.
През март 2015 година Мария Илиева прави грандиозен концерт „Играя стилно“ в Sofia Event Center.

## Филмография
- „Грешници“ (2018) – Ани
- „Порталът“ (2021) – Йорданка Христова